# BYD Electronic
A BYD Electronic (International) Company Limited egy kínai vállalat, amely mobiltelefon-alkatrészeket gyárt és mobiltelefonokat szerel össze ügyfelei számára, akik között volt a Nokia és a Motorola is. A vállalat OEM/ODM, a BYD Company leányvállalata.

## Története
A BYD Co Ltd. leányvállalataként jött létre 2002-ben, 2007-ben jegyezték be a hongkongi tőzsdére, miután 2007. június 14-én bejegyezték Hongkongban.

## Termékek
A Wind adatai szerint a BYD 2020-as bevételi összetételét tekintve a mobiltelefon-alkatrészek és összeszerelés üzletág 38,34%-ot, az autóipari üzletág 53,64%-ot, a másodlagos akkumulátor üzletág pedig 7,72%-ot tett ki.